# 3. ŽNL Karlovačka 1998./99.
3. ŽNL Karlovačka je bila 6. stupanj nogometnih natjecanja u Hrvatskoj. Prvoplasirani klub je prelazio u viši rang - 2. ŽNL Karlovačku, dok iz lige nije ispadao nitko jer je 3. ŽNL bila najniži stupanj natjecanja za Karlovačku županiju. 3. ŽNL je postojala do sezone 2007./08. 
Prvenstvo je osvojio NK Josipdol i time se plasirao u 2. ŽNL Karlovačku.

## Tabela
| Mj. | Klub                        | Sus. | Pob | Rem | Por | GR    | Bod |
| --- | --------------------------- | ---- | --- | --- | --- | ----- | --- |
| 1.  | NK Josipdol                 | 11   | 9   | 1   | 1   | 33:18 | 28  |
| 2.  | NK Barilović                | 6 ↓1 | 6   | 0   | 0   | 32:3  | 18  |
| 3.  | NK Šišljavić                | 11   | 6   | 0   | 5   | 29:21 | 18  |
| 4.  | NK Eugen Kvaternik Rakovica | 11   | 5   | 2   | 4   | 16:15 | 17  |
| 5.  | NK Radnik Karlovac          | 11   | 3   | 4   | 4   | 21:28 | 13  |
| 6.  | NK Ozalj                    | 11   | 1   | 3   | 7   | 9:30  | 6   |
| 7.  | NK Draganić                 | 11   | 0   | 2   | 9   | 9:34  | 2   |